# Amegilla sierra
Amegilla sierra es una especie de abeja excavadora perteneciente al género Amegilla, categorizada en la tribu Anthophorini, de la subfamilia Apinae.
Fue descrita científicamente por Eardley en 1994. Aparece registrada y publicada en una sección de The Amegilla Friese (Hymenoptera; Anthophoridae) in Southern Africa. Entomology Memoir, No. 91 de 1994.

## Distribución
La especie se distribuye por África, en Tanzania, Malaui y Zimbabue.